# Чинча-Альта
Чинча-Альта ( кечуа Hanan Chincha ісп. Chincha Alta) — місто в Перу на південному узбережжі за 200 кілометрів від Ліми, столиця провінції Чинча департаменту Іка. За переписом 2005 року населення міста 56 085 чоловік. Як правило, місто називають просто «Чинча».

## Історія
Перші індіанські поселення на місці сучасного міста з'явилися в IX столітті нашої ери, на узбережжі оселилися переселенці з долини Сан-Хуан .
В XI столітті в район міста прийшли нові поселенці з більш розвиненою і войовничою культурою Чинча. Нові поселенці прийшли під проводом вождя Чинча Аука, домінували над попередніми, вони знали сільське господарство, архітектуру й гідравліку, однак від перших поселенців вони навчилися рибальства, збирання і, що найбільш важливо, переміщення по морю на примітивних човнах. Назва культури і відповідно міста найімовірніше походить від слова Чинчайкамак, що означає ягуар .
Між 1458 і 1460 роках, в період правління Пачакутека культура Чинча була завойована його сином Тупаком Інкою Юпанкі і включена ними в свою імперію Туантісуйю. Культура Чинча була асимільована й відігравала значну роль у зміцненні та розвитку імперії Інків.
В 1537 році район міста Чинча захопив іспанський конкістадор Дієго де Альмагро. Надалі індіанські племена змішалися з привезеними африканськими рабами, а також з іншими індіанськими племенами .
15 серпня 2007 року в місті стався сильний землетрус, внаслідок якого постраждало безліч будівель, люди зі зруйнованих будинків змушені тулитися в наметах і тимчасовому житлі.
У 2014 році група археологів на чолі з Чарльзом Станішем недалеко від міста виявила давню обсерваторію, яка може належати до культури Паракас і вік якої становить близько 2500 років. Вона являє собою нанесену на поверхні землі на площі в сорок квадратних кілометрів 71 лінію геогліфів і розташовані навколо них п'ять рукотворних пагорбів. Прямі лінії геогліфів спрямовані на точку, де відбувається літнє сонцестояння в південній півкулі Землі. 

## Населення
Відповідно до 10-го національного перепису, проведеного в 2005 році, в місті Чинча-Альта проживало 56 085 чоловік, з яких 27 364 (48,79%) становлять чоловіки і 28 721 (51,21%) — жінки. Річний приріст населення становить 1,1%, щільність населення становить 217,09 чол./км².

## Клімат
Місто знаходиться у зоні, котра характеризується кліматом тропічних пустель. Найтепліший місяць — лютий із середньою температурою 22.8 °C (73 °F). Найхолодніший місяць — липень, із середньою температурою 16 °С (60.8 °F).
| Клімат Чинча-Альти      | Клімат Чинча-Альти | Клімат Чинча-Альти | Клімат Чинча-Альти | Клімат Чинча-Альти | Клімат Чинча-Альти | Клімат Чинча-Альти | Клімат Чинча-Альти | Клімат Чинча-Альти | Клімат Чинча-Альти | Клімат Чинча-Альти | Клімат Чинча-Альти | Клімат Чинча-Альти | Клімат Чинча-Альти |
| Показник                | Січ.               | Лют.               | Бер.               | Квіт.              | Трав.              | Черв.              | Лип.               | Серп.              | Вер.               | Жовт.              | Лист.              | Груд.              | Рік                |
| Середня температура, °C | 22,1               | 22,8               | 22,6               | 21,2               | 18,6               | 16,9               | 16                 | 16                 | 16,5               | 17,4               | 18,8               | 20,6               | 19,1               |
| Норма опадів, мм        | 0.6                | 0.8                | 0.7                | 0.5                | 0.7                | 1.2                | 0.7                | 0.8                | 0.8                | 0.6                | 0.5                | 0.5                | 8.4                |
| Днів з опадами          | 3,4                | 4,6                | 2,6                | 1,7                | 1,5                | 0,6                | 0,6                | 1,5                | 2,3                | 2,1                | 2                  | 2,6                | 25,5               |
| Вологість повітря, %    | 79.6               | 78.8               | 78.5               | 78.4               | 79.9               | 80.8               | 80.6               | 80.9               | 80.9               | 80.5               | 79.5               | 79.2               | 79.8               |
| ----------------------- | ------------------ | ------------------ | ------------------ | ------------------ | ------------------ | ------------------ | ------------------ | ------------------ | ------------------ | ------------------ | ------------------ | ------------------ | ------------------ |
| Джерело: Weatherbase    |                    |                    |                    |                    |                    |                    |                    |                    |                    |                    |                    |                    |                    |